# Abbazia di Sant'Angelo in Formis
L'abbazia di Sant'Angelo in Formis si trova a Sant'Angelo in Formis, frazione di Capua. La chiesa abbaziale ha la dignità di basilica minore.

## Storia

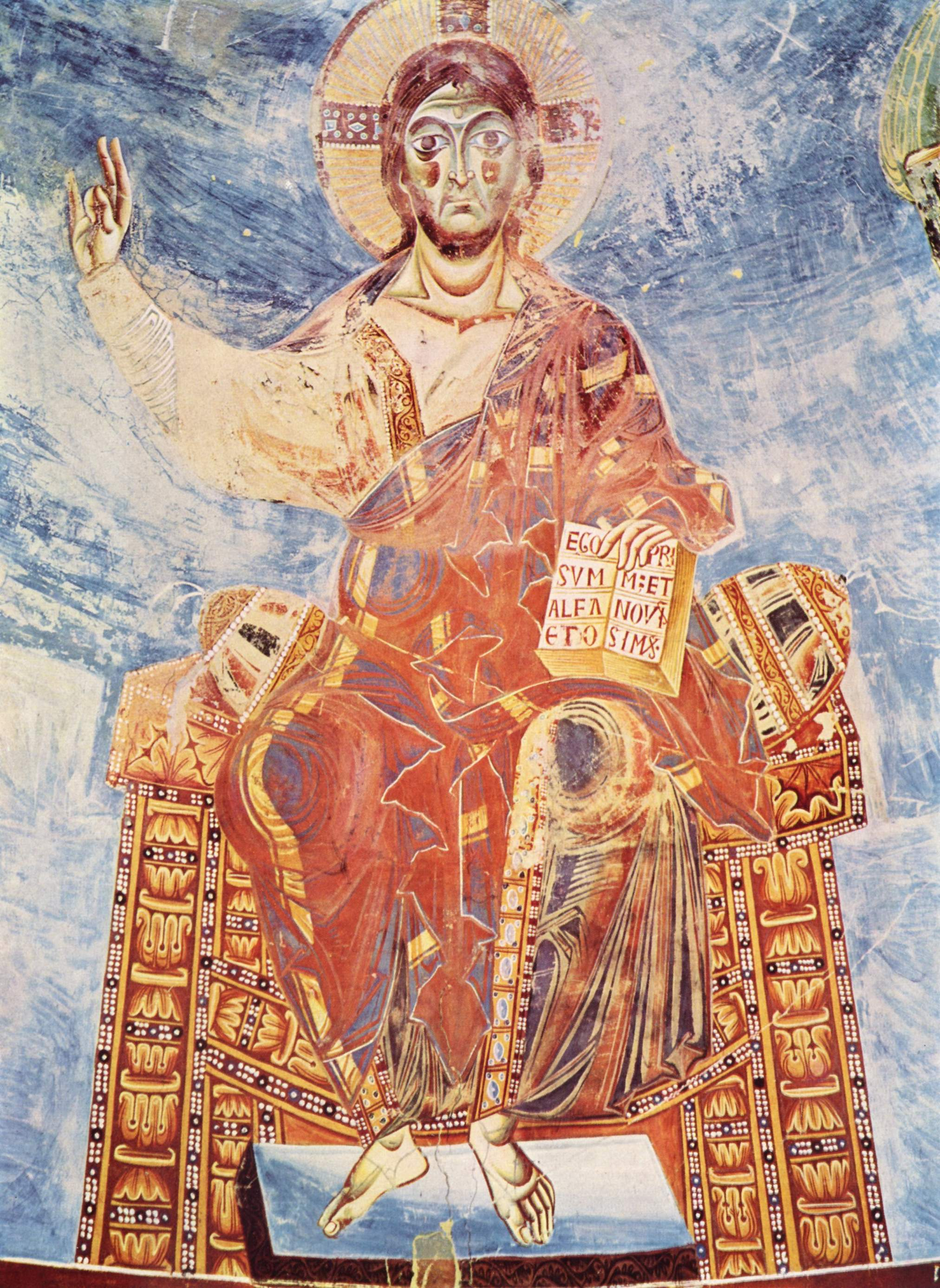
Cristo Pantocratore.

La chiesa, dedicata a San Michele Arcangelo, sorge, a 105 metri s.l.m., lungo il declivio occidentale del monte Tifata.
Inizialmente nei documenti l'edificio è indicato come ad arcum Dianae ("presso l'arco di Diana"), ricordando che sorgeva al di sopra dei resti del tempio dedicato a Diana Tifatina, mentre successivamente ci si riferisce ad esso con le denominazioni ad Formas, Informis o in Formis. L'interpretazione etimologica della nuova denominazione è controversa: da una parte si suppone che toponimo derivi dal termine latino forma ("acquedotto"), e che stia ad indicare la vicinanza di un condotto o di una falda; mentre secondo l'altra ipotesi - molto poco credibile - il termine sarebbe derivato dalla parola informis ("senza forma", e quindi "spirituale").
Il luogo era certamente ben noto in epoca romana, tanto da essere riportato con il simbolo di un edificio come "ad diana" sulla Tabula Peutingeriana (sezione V), fra i toponimi di "casilino" (l'attuale Capua), "Syllas" (l'attuale frazione di Squille nel comune di Castel Campagnano), "Castra (H)an(n)iba(li)s" (attuale Pontelatone) e "Capua" (l'attuale Santa Maria Capua Vetere).
I resti del tempio romano furono rinvenuti nel 1877, e si è notato che la basilica ne ripercorre il perimetro, aggiungendo le absidi al termine delle navate.  La prima costruzione della basilica si può far risalire all'epoca longobarda, sulla base dell'ampia diffusione del culto dell'arcangelo Michele presso i Longobardi alla fine del VI secolo. Al tempo del vescovo di Capua Pietro I (925-938), la chiesa fu donata ai monaci di Montecassino, che volevano costruirvi un monastero. La chiesa fu poi tolta ai monaci e ridonata loro nel 1072 dal principe di Capua, Riccardo. L'allora abate Desiderio di Montecassino (il futuro papa Vittore III) decise di ricostruire la basilica (1072 - 1087) e ne rispettò ancora gli elementi architettonici di origine pagana. A lui si devono gli affreschi di scuola bizantino-campana che decorano l'interno e che costituiscono uno tra i più importanti e meglio conservati cicli pittorici dell'epoca nel sud Italia.
Al XII secolo sono stati attribuiti il rifacimento del portico antistante la chiesa, con nuovi affreschi, e una ricostruzione del campanile in seguito ad un crollo.

## Architettura

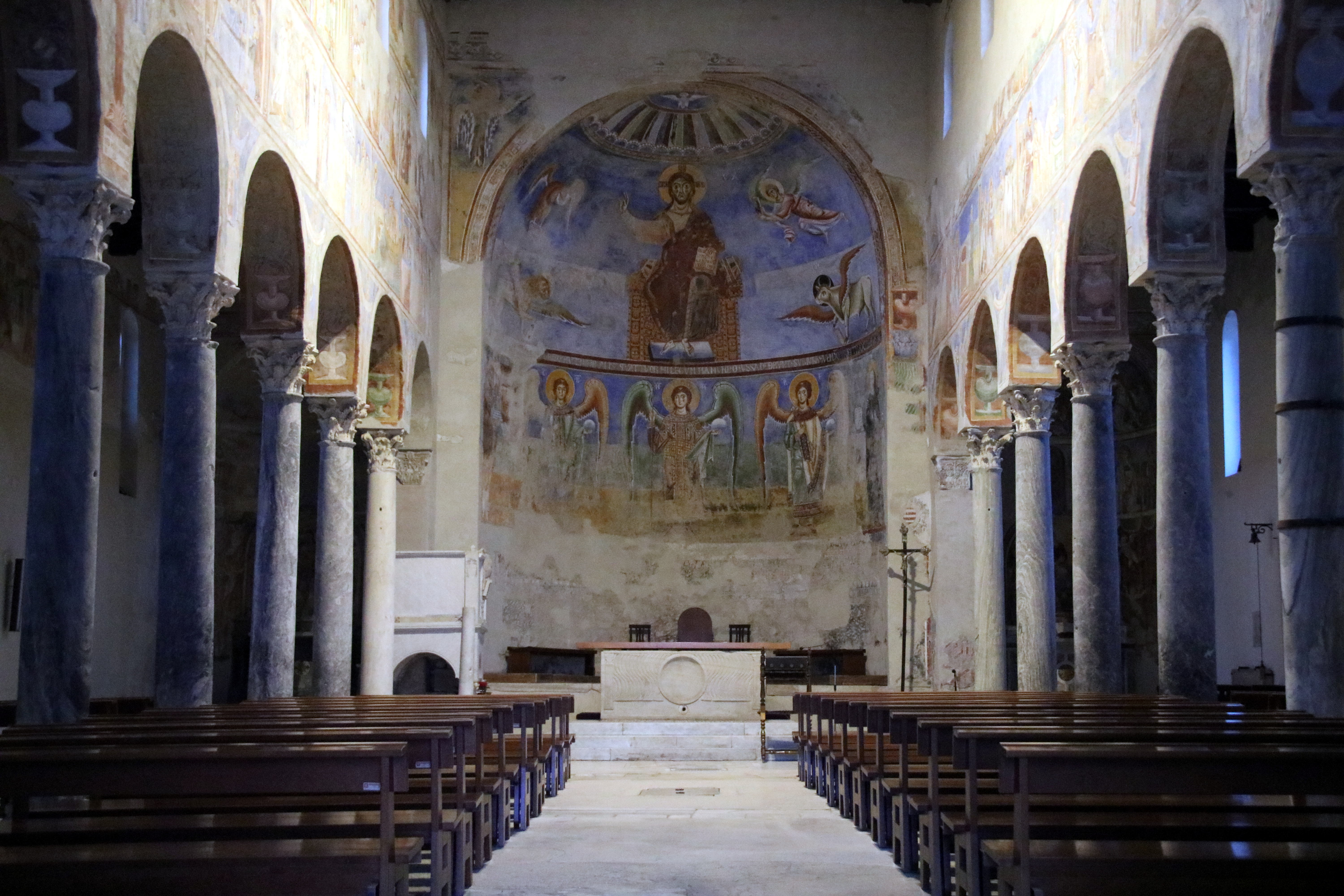
L'interno con le colonne romane.

La facciata è preceduta da un porticato a cinque arcate ogivali, quella centrale più alta è realizzata con elementi marmorei di reimpiego. Le arcate sono sorrette da quattro fusti di colonna, due a destra in marmo cipollino e due a sinistra in granito grigio, con capitelli corinzi non pertinenti e diversi tra loro, e sorrette da altri elementi architettonici diversi riutilizzati in funzione di basi. Gli elementi di reimpiego provengono probabilmente da edifici facenti parte del santuario pagano. Alla destra della facciata il campanile: presenta il basamento costruito con blocchi di reimpiego, disposti in modo regolare e vi è inserito un fregio con decorazioni zoomorfe, mentre il secondo piano è decorato da bifore.
Dal portico, a cui si accede con quattro gradini marmorei, si accede all'interno, a pianta basilicale, senza transetto, con tre navate, ciascuna delle quali termina in un'abside. Le colonne che dividono le navate, con fusti di diverse varietà di marmi e capitelli corinzi, sono ugualmente di riutilizzo da edifici di epoca romana.
In una miniatura che illustra i possedimenti dell'Abbazia di Montecassino, riferita alla donazione del 1072, la chiesa è rappresentata ad una sola navata e con il portico a tre archi, mentre il campanile si trova a sinistra della facciata. Nell'affresco dell'abside maggiore è raffigurato l'abate Desiderio che offre il modellino della chiesa: qui il campanile è ancora raffigurato a sinistra, ma l'edificio presenta tre navate. La miniatura dovrebbe quindi rappresentare la chiesa come era al momento della donazione di Riccardo, mentre l'affresco dell'abside raffigurerebbe i lavori fatti compiere da Desiderio di Montecassino. La posizione del campanile a sinistra, della chiesa, diversa da quella attuale, ha fatto ipotizzare una sua ricostruzione in seguito ad un crollo, probabilmente nell'ambito dei lavori condotti nel XII secolo.

## Affreschi

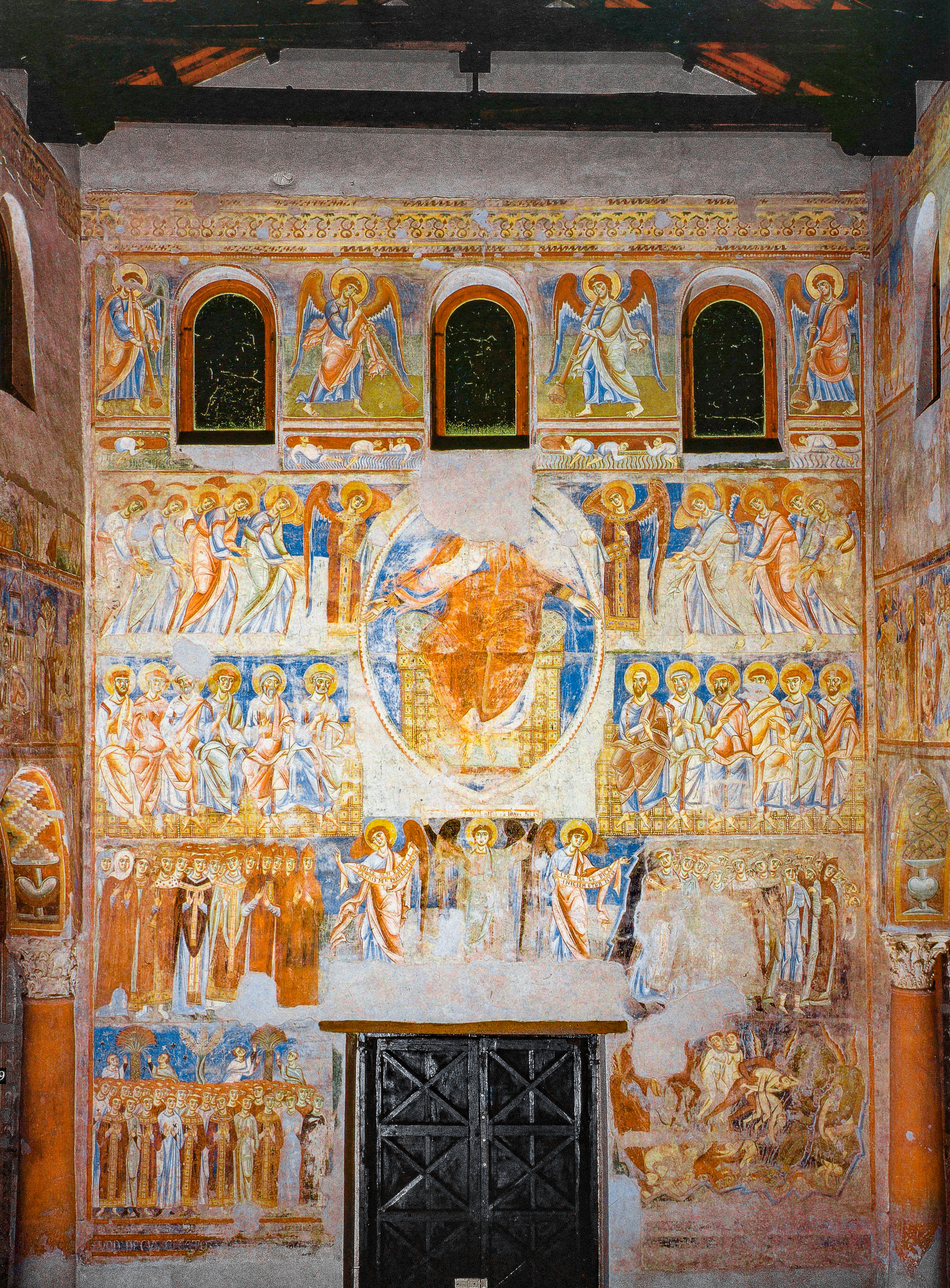
Giudizio Universale Sant'Angelo in Formis

Il ciclo di affreschi è attribuibile alla ricostruzione della chiesa ad opera dell'abate Desiderio, come testimonia il suo ritratto nell'abside della chiesa con il nimbo quadrato (utilizzato per distinguere i personaggi viventi), mentre offre a Cristo il modello della chiesa, e l'epigrafe sul portale d'ingresso. La decorazione inoltre è confrontabile con miniature realizzate nello scriptorium dell'abbazia di Monte Cassino. Il programma decorativo occupa le navate, le absidi e la controfacciata.

### Temi e disposizione
- Pareti della navata centrale: scene del Nuovo Testamento su due registri, tranne per la Crocifissione e l'Ascensione, che li occupano entrambi. Nei pennacchi delle arcate i Profeti (a sinistra: la Sibilla Persica o Eritrea; Davide, Salomone, Crocifisso (perduto), Osea, Sofonia, Daniele, Amos e un altro profeta perduto; a destra: Isaia, Ezechiele, Geremia, Michea, Balaam, Malachia, Zaccaria, Mosè, Abdia).
- Pareti delle navate laterale: storie dell'Antico Testamento (molto danneggiato): rimangono quattordici scene, tratte dai libri della Genesi e dell'Esodo (Cacciata dei Protoparenti, le storie di Caino e Abele, le storie di Noè, quelle di Abramo e Isacco) e, infine, la storia di Gedeone, tratta dal libro dei Giudici. Al di sotto, medaglioni con i ritratti degli abati di Montecassino.
- Controfacciata: Giudizio Universale.
- Abside maggiore: Cristo in trono tra i quattro simboli degli Evangelisti, sotto i quali si trovano gli arcangeli (Michele, Gabriele e Raffaele) e alle estremità Desiderio e san Benedetto.
- Abside minore sud: Vergine tra due Angeli.

### Significato

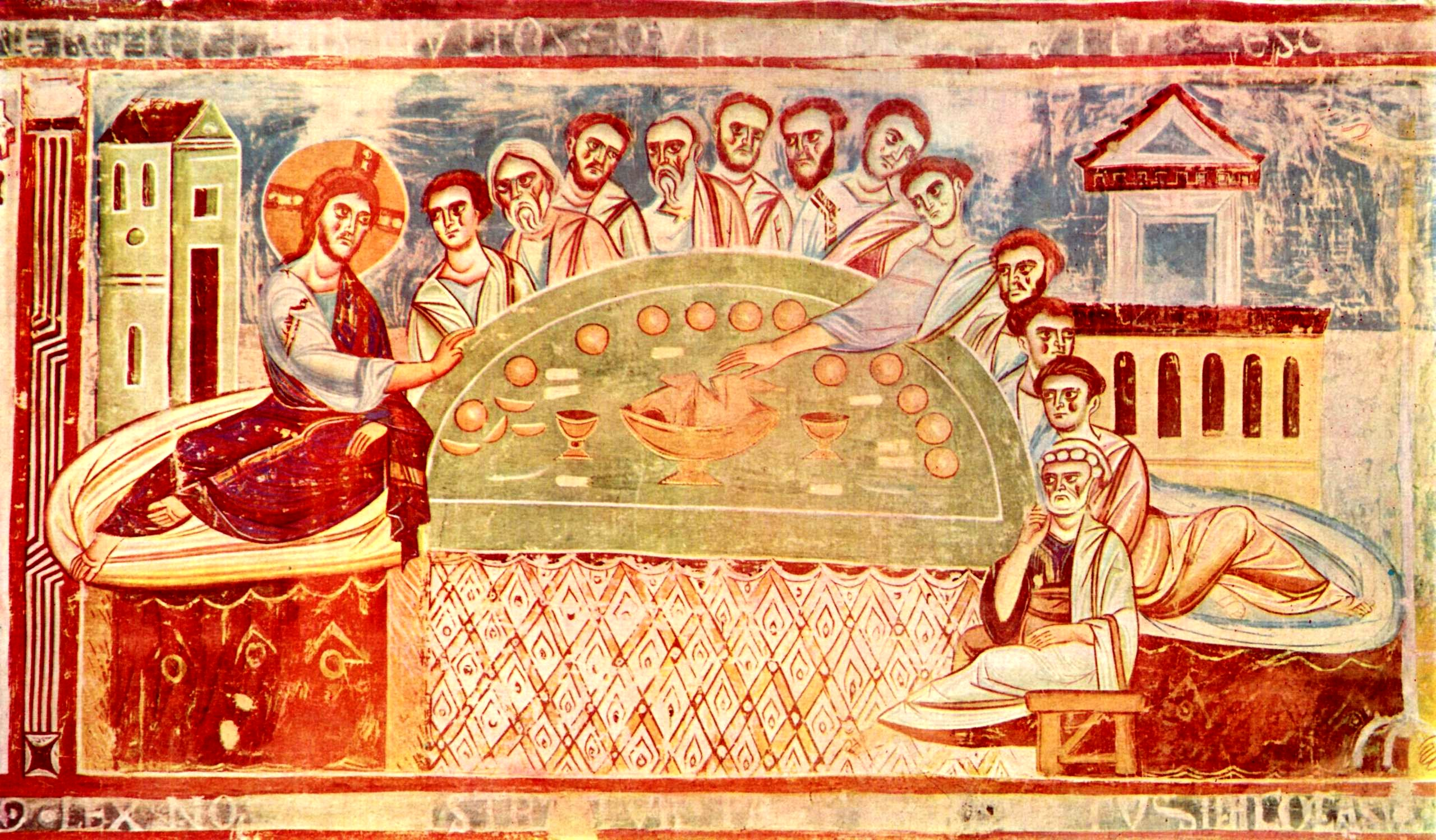
Ultima cena.

Le scene dell'Antico Testamento delle navate laterali e quelle del Nuovo Testamento nella navata centrale, costituiscono un insieme unico, il cui legame è sottolineato dalla presenza dei Profeti e risponde alla volontà di esplicitare e dimostrare che l'Antico Testamento era nient'altro che il «Nuovo coperto di un velo», come affermavano i celebri versi di Sant’Agostino.
Questo tema (la "Concordanza tra i Testamenti") si ritrovava negli affreschi della basilica di San Pietro in Vaticano, che sicuramente fu il modello di tutte le decorazioni successive di questo genere. La disposizione delle scene in Sant'Angelo è tuttavia insolita: in genere, infatti, gli episodi dell'Antico e del Nuovo Testamento venivano raffigurati entrambi nella navata centrale (ciascuno su una delle pareti, ovvero su due registri sovrapposti). La disposizione di Sant'Angelo può essere dovuta alla volontà di far risaltare il ciclo cristologico rispetto a quello veterotestamentario: come l'Antico Testamento è ombra del Nuovo, così gli episodi che lo illustrano vanno visti nell'ombra delle navate laterali, per preparare l'osservatore alla Rivelazione dispiegata invece nella luce della navata centrale.
Il tema principale svolto dalle pitture parietali è quello dell'abolizione dei sacrifici dell'Antico Testamento operata da Cristo per mezzo della Crocifissione: al tema si riferiscono gli episodi di Caino e Abele, di Noè, di Abramo e Isacco, la cui comprensione è facilitata dal fatto che tali scene erano ripetute spesso negli edifici e commentate altrettanto spesso nei testi. Tuttavia sono presenti anche scene meno frequenti, come quella di Gedeone, che a Sant'Angelo in Formis è per la prima volta rappresentata nell'arte monumentale, anche se esempi precedenti possono essere rintracciati nelle illustrazioni dei manoscritti.
L'influenza dei principali monumenti romani si può notare anche nella serie dei ritratti degli abati, che richiamano i ritratti dei pontefici nei tondi della basilica di San Paolo fuori le mura.
Tra le scene quella della Maiestas Domini è certamente uno dei brani pittorici in cui è maggiormente evidente la formazione bizantina degli autori. Tipico dello stile bizantino è infatti lo schematismo geometrico: ciò si nota a partire dal volto e dalla raffigurazione dei panneggi, in cui la linea spezzata e i cerchi concentrici in corrispondenza delle ginocchia sono unico elemento dinamico dell'immagine. Forte è il contrasto fra le tinte: sia nel Cristo che negli arcangeli i volti sbiancati sono ravvivati dal rosso sanguigno delle gote e dagli aspri contrasti delle vesti che accostano azzurri intensi, gialli e rossi. A questi contrasti cromatrici corrispondono le espressioni concitate dei personaggi.